# 慕泰
慕泰，是緬甸撣邦老街縣下轄的一個分鎮區，同時也是撣邦第一特區果敢縣紅星區的一部分。2005年2月9日，缅甸国防军与缅甸民族民主同盟军在该区发生了激烈的军事冲突，5000余名难民涌入了中国云南境内。该地现属于果敢同盟軍控制。